# Assistolia fetal
Assistolia fetal é um método abortivo recomendado para a interrupção da gravidez acima de 20 semanas.

## Método
O método consiste na injeção de componentes farmacológicos para que os batimentos cardíacos do feto sejam interrompidos. Por fim, ele é retirado da barriga da mãe. Ele também é utilizado para a redução fetal. As drogas usadas na técnica são o cloreto de potássio (4 a 6 mEq), digoxina (1 a 2 mg) ou lidocaína ( 200 a 240 mg). A digoxina é o método mais fácil de ser aplicado, porém é o menos efetivo. A morte do feto normalmente é observada no instante da injeção com o uso de cloreto de potássio e após cinco minutos com lidocaína, porém a digoxina leva tempo para sua absorção, e normalmente é injetada um dia antes do aborto. A injeção é feita no cordão umbilical ou de forma intracardíaca. O método foi apontado pelos jornais brasileiros como indolor para o feto e é utilizado pois o risco de morte da mãe e a sobrevivência fetal transitória aumenta com o aborto feito com maior idade gestacional. O procedimento também evita o desgaste físico tanto da mãe quanto do médico.
Ele é recomendado pela Organização Mundial da Saúde (OMS) para interrupção da gravidez acima de 20 semanas. O protocolo para o procedimento foi publicado em junho de 2023 após revisão da literatura médica sobre o assunto.

## No Brasil
O serviço de assistolia fetal é buscado principalmente pela falta de hospitais que realizem o aborto legal durante o começo da gestação ou pela demora para a busca do serviço. Muitos dos casos de estupro no país são causados em menores de idade por familiares, há casos de mulheres mantidas em cativeiro, falta de conhecimento de parte da população ou até dificuldade de identificar os sintomas da gravidez. De acordo com especialistas ouvidos pela Folha de S.Paulo, 80% dos casos de aborto por assistolia fetal no país são realizados por menores de idade.
Em 3 de abril de 2024, o Conselho Federal de Medicina (CFM) publicou resolução que proibia a utilização da assistolia fetal em casos acima de 22 semanas, decisão que inviabilizou casos de aborto legal. A justificativa é de que o feto estaria apto a vida extrauterina. Entre os órgãos que criticaram a resolução, estão a Rede Médica pelo Direito de Decidir, o Conselho Nacional de Saúde e a Advocacia-Geral da União. O Ministério Público Federal cobrou explicações do CFM. O PSOL acionou o Supremo Tribunal Federal (STF) declarando que a resolução era inconstitucional. A Justiça Federal em Porto Alegre chegou a suspender a resolução no dia 13 de maio, mas o Tribunal Regional Federal da 4ª Região suspendeu a liminar pelo procedimento já estar tramitando no STF. O Ministro Alexandre de Moraes a suspendeu a resolução no dia 17 enquanto o caso era julgado. Um mês após a resolução, no dia 18 de junho, Moraes deu 48 horas para que os hospitais municipais Vila Nova Cachoeirinha, Dr. Cármino Caricchio, Dr. Fernando Mauro Pires da Rocha, Tide Setúbal e Professor Mário Degni provassem que estavam realizando a assistolia fetal após o surgimento de casos de negação do serviço, incluindo para uma garota menor de idade. Até o dia 23, nenhum hospital respondeu Moraes.
Após suspensão da resolução do CFM, houve uma onda de desinformação nas redes sociais, como o Facebook e o Instagram. No mesmo dia da decisão de Moraes, o deputado Sóstenes Cavalcante (PL-RJ) propôs o PL 1904/2024, que equipara o aborto após 22 semanas ao homicídio simples. O PL foi aceito em regime de urgência pelo presidente da Cârama dos Deputados Arthur Lira (PP-AL) em 12 de junho. Em protesto, o deputado Dr. Zacharias Calil (União-GO) encenou o procedimento da assistolia no plenário da Câmara. Em 17 de junho, por proposta do senador Eduardo Girão (Novo-CE), conhecido por ter tentado entregar uma réplica de um feto para o Ministro dos Direitos Humanos Sílvio Almeida em abril de 2023, o Senado Federal agendou a discussão sobre o tema, onde dos 17 convidados, 15 eram contrários ao aborto. Durante a discussão, a contadora de histórias Nyedja Gennari interpretou o feto chorando após sofrer o procedimento.
Em 3 de junho, o Ministro Kassio Nunes Marques pediu destaque para o julgamento, que obrigou que este fosse feito de maneira presencial e anulou os votos de Moraes e André Mendonça e atrasou o procedimento. No dia 19, Moraes reuniu-se com a diretoria do CFM para discutir o tema.